# Chronique du Khouzistan
La Chronique du Khouzistan, dite aussi Chronique anonyme de Guidi du nom de son découvreur et éditeur, l'orientaliste italien Ignazio Guidi, est un texte historiographique syriaque, appartenant à la littérature de l'Église d'Orient, et datant des années 660 ou 670. C'est une source historique importante pour le dernier demi-siècle du règne des Sassanides.

## Description
Le texte a été conservé dans un manuscrit du XIVe siècle de la bibliothèque du monastère Rabban Hormizd, près d'Alqosh (n° 169 ; ensuite Bagdad, Monastère chaldéen, n° 509), qui a fait l'objet de copies à destination de bibliothèques occidentales : notamment, en Italie, le Borgianus syriacus 82 et le Vaticanus syriacus 599. C'est dans le premier des deux qu'Ignazio Guidi l'a identifié, présentant sa découverte au huitième Congrès international des orientalistes tenu à Stockholm et Christiana en septembre 1889.
Le titre figurant en tête est : Quelques événements tirés des Ecclesiastica [c'est-à-dire d'une histoire ecclésiastique] et des Cosmotica [c'est-à-dire d'une histoire séculière], depuis la mort d'Hormizd fils de Khosrô jusqu'à la fin du royaume des Perses. Selon la description de Pierre Nautin, le texte est en fait composé de deux parties : la fin d'une chronique, et un appendice fait de morceaux décousus. La chronique entremêle l'histoire séculière, à savoir la fin du règne d'Hormizd IV et les règnes de Khosrô II Parviz et de ses successeurs jusqu'à la conquête de la Perse par les musulmans, et l'histoire ecclésiastique, celle des règnes des catholicos nestoriens depuis Mar Ichoyahb Ier jusqu'à Mar Emmeh († 649). On lit ensuite une présentation du métropolite Élie de Merv, un passage sur l'histoire de cette ville, fondée par Alexandre le Grand, interrompu par le récit d'un miracle d'Élie de Merv, puis un nouveau récit des conquêtes des Arabes et de leurs victoires sur les troupes de l'empereur Héraclius, puis diverses considérations sur les Arabes, leur victoire, leur relation avec Abraham, leur religion et leurs villes.
Selon Pierre Nautin, la chronique dont la fin est reproduite serait d'Élie de Merv (qui selon la Chronique de Séert et le catalogue d'Ébedjésus de Nisibe était bien l'auteur d'une Histoire ecclésiastique en un seul livre) ; elle aurait été composée sous le catholicos Mar Ichoyahb III, successeur de Mar Emmeh, c'est-à-dire dans les années 650. La Chronique de Séert précise qu'Élie de Merv se trouvait parmi les prélats au chevet d'Ichoyahb III mourant. L'« appendice » aurait été ajouté par une autre main.
Selon Sebastian Brock, si l'attribution à Élie de Merv est loin d'être établie, en tout cas il est certain que l'auteur était un prélat de rang élevé de l'Église de Perse, et qu'il était bien informé. C'est Theodor Nöldeke qui avança que le récit paraissait focalisé sur le Khouzistan.
Ce texte contient l'une des premières mentions écrites du prophète Mahomet (dans la partie attribuée par P. Nautin à Élie de Merv) : « Yazdgard, issu de la dynastie royale, fut proclamé roi dans la cité d'Istakhr, et son règne fut la fin de la royauté perse. Il se rendit dans la ville de Mahozé et nomma un chef des armées du nom de Rostam. Dieu leur suscita alors une invasion des fils d'Ismaël, innombrables comme les grains de sable sur le rivage. Leur chef était Muhammad, et ni rempart ni porte, ni arme ni bouclier ne pouvait leur résister. Ils s'emparèrent de toute la terre des Perses [...] ».

## Texte
- Ignazio Guidi, « Un nuovo testo siriaco sulla storia degli ultimi Sassanidi », Actes du huitième Congrès international des orientalistes, tenu en 1889 à Stockholm et à Christiana, t. I : Section sémitique (B), Leyde, 1893, p. 3-36.
- Theodor Nöldeke (trad.), « Die von Guidi herausgegeben syrische Chronik, übersetzt und commentiert von Pr. Dr. Th. Nöldeke », Sitzungsberichte der kaiserlichen Akademie der Wissenschaften in Wien, Philologisch-historische Klasse, vol. 128, app. 9, 1893, p. 1-47.
- Ignazio Guidi, « Chronicon anonymum », Chronica minora I, CSCO 1-2, texte syriaque (p. 15-39), traduction latine (p. 15-32), Paris, 1903.